# Leucopogon javanicus
Leucopogon javanicus är en ljungväxtart som beskrevs av De Vriese. Leucopogon javanicus ingår i släktet Leucopogon och familjen ljungväxter. Inga underarter finns listade i Catalogue of Life.